# Maria Dehn
Emma Maria Dehn Almgren, född Almgren 27 november 1863 i Klara församling i Stockholm, död 4 maj 1937 i Södertälje stadsförsamling i Stockholms län, var en svensk journalist och rösträttsaktivist. 
Hon var verksam i kampanjen för införandet av kvinnlig rösträtt i Sverige och ordförande för Föreningen för kvinnans politiska rösträtt i Södertälje 1914–1921.